# ネイビーヤード
ネイビーヤード（Navy Yard）は模型雑誌の名称。不定期刊。編集はアートボックス、発行は大日本絵画。艦船模型を中心とした紙面構成である。現代の艦船から、大戦時の艦船まで広く扱う。

## 概要
2005年、モデルグラフィックスの増刊として発行された。以後、およそ4ヶ月毎に発行される。